# Lucas Dolega
Lucas Dolega właściwie Loucas von Zabiensky-Mebrouk (ur. 19 sierpnia 1978 w Paryżu, zm. 17 stycznia 2011 w Tunisie w Tunezji) – francusko niemiecki fotograf i fotoreporter.

## Życiorys
Pochodził z rodziny mieszanej narodowościowo (matka była Niemką, ojciec Francuzem). Dzieciństwo spędził w Paryżu, a następnie wyjechał do marokańskiego Tangeru. W kwietniu 2006 rozpoczął pracę dla European Pressphoto Agency (EPA). Wykonywał dla niej zlecenia w Europie, w 2008 także w Kongo.
W styczniu przyjechał do Tunisu, kiedy trwały tam demonstracje antyrządowe. 14 stycznia, w czasie zamieszek na Avenue Bourguiba, stał w grupie dziennikarzy zagranicznych. Został trafiony w czoło i w lewe oko nabojem gazowym, wystrzelonym z bliska przez policjanta w kierunku fotoreporterów. Przewieziony do szpitala neurologicznego w Tunisie przeszedł operację, ale nie odzyskał przytomności. Zmarł trzy dni później, wskutek zatrucia krwi substancją toksyczną z naboju gazowego.